# Neoaticismo

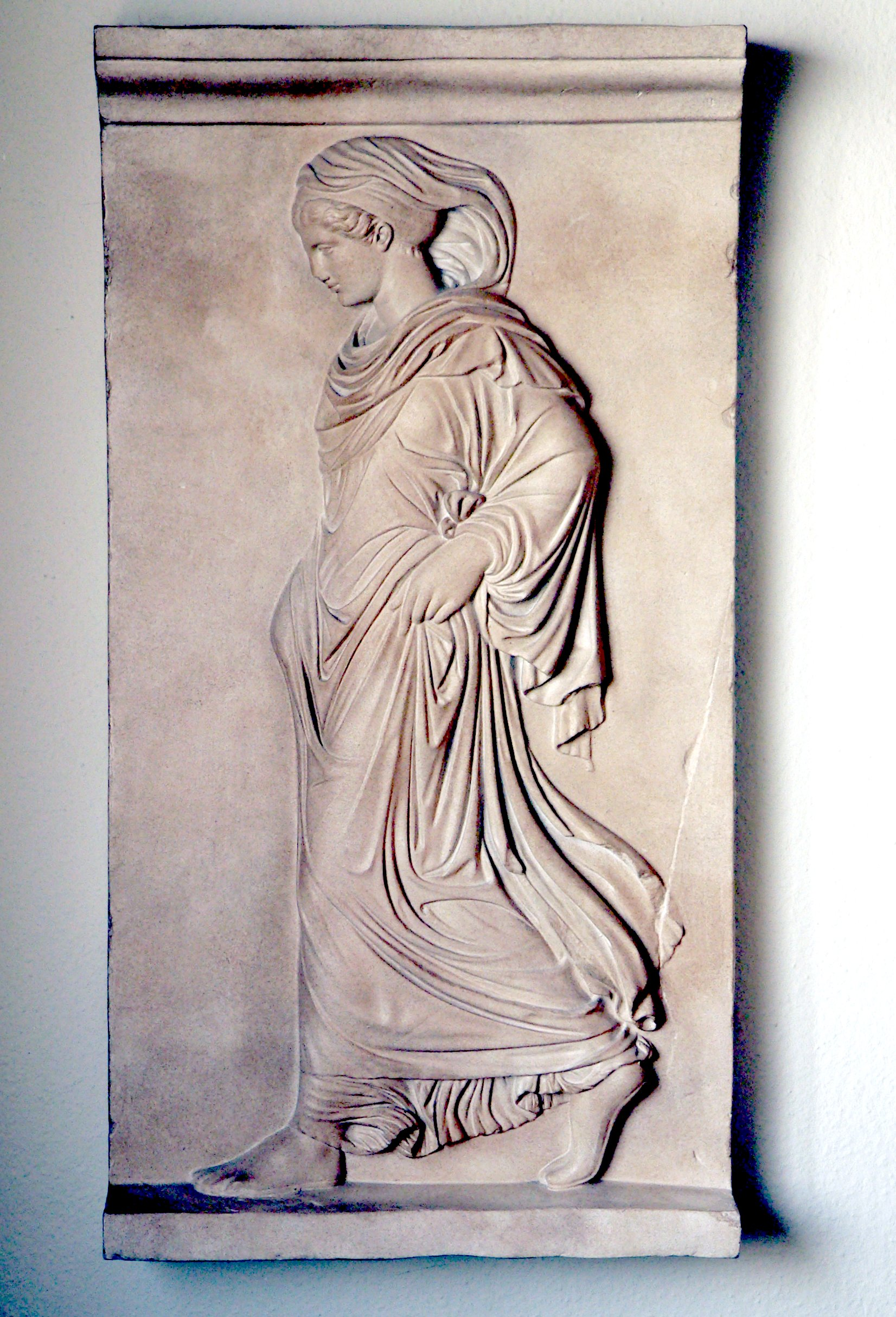
La Gradiva, ejemplo de escultura neoática.

El Neoaticismo o estilo neoático (de la región histórica de Atenas), es una fase  de la escultura antigua iniciada en el siglo II a. C. y concluida en el siglo I en el Ática.
Los talleres escultóricos neoáticos fueron desplazados sobre todo a Atenas y sirvieron principalmente a la gran demanda de los coleccionistas romanos de estatuas de los siglos V - IV a. C., y en ocasiones del arcaico del siglo VI a. C.. El neoaticismo no producía copias (cuyo mercado en la época era ingente), sino obras originales según las características de la época clásica, inspirándose en las obras más antiguas. 
El neoaticismo, aunque sólo se conociera principalmente en su dimensión escultórica, interesó seguramente también a la pintura y a la arquitectura. Artistas neoáticos se establecieron directamente en Roma, dominando la producción artística, como el arquitecto Hermodoro de Salamina. 
El término fue acuñado por el arqueólogo e historiador del arte alemán Friedrich Hauser (1859-1917), en Die Neuattischen Reliefs (1889) (Stuttgart: Verlag von Konrad Wittwer, 1889). El corpus que Hauser llamó "Neoático" consistía en bajorrelieves con vasos cerámicos y placas decorativas, que empleaba un estilo figurativo y drapería, que buscó para su canon de modelos «clásicos» de Atenas y del Ática de finales del siglo V e inicios del IV a. C.
El neoaticismo puede considerarse como la primera manifestación del neoclasicismo, que demuestra el conocimiento del valor del arte clásico en el periodo tardo helenístico. 
- Datos: Q1429238
- Multimedia: Neo Atticism / Q1429238